# Koblenz Open 2024 - Doppio
Il doppio del torneo di tennis professionistico Koblenz Open 2024, facente parte della categoria Challenger 100 nell'ambito dell'ATP Challenger Tour 2024, si è giocato dal 29 gennaio al 4 febbraio a Coblenza, in Germania. Tra le coppie partecipanti erano assenti Fabian Fallert e Hendrik Jebens, i detentori del titolo.
In finale Sander Arends e Sem Verbeek hanno sconfitto Jakob Schnaitter e Mark Wallner con il punteggio di 6–4, 6–2.

## Teste di serie
1. Arjun Kadhe /  Jeevan Nedunchezhiyan (ritirati)
2. Ivan Liutarevich /  Vladyslav Manafov (quarti di finale)
3. Sander Arends /  Sem Verbeek (campioni)

1. Sergio Martos Gornés /  David Vega Hernández (semifinale)
2. Lloyd Harris /  Luca Margaroli (quarti di finale, ritirati)

## Wildcard
1. Jakob Schnaitter /  Mark Wallner (finale)

1. Martin Kližan /  Felix Mischker (primo turno)

## Alternate
1. David Jordà Sanchis /  Alejandro Moro Cañas (primo turno)

## Tabellone

### Legenda
| - Q = Qualificato - WC = Wild card - LL = Lucky loser | - ALT = Alternate - SE = Special Exempt - PR = Protected Ranking | - w/o = Walkover - r = Ritirato - d = Squalificato |

|  | Primo turno | Primo turno                      | Primo turno                      | Primo turno | Primo turno |  |  | Quarti di finale | Quarti di finale                 | Quarti di finale        | Quarti di finale                 | Quarti di finale                 |    |    | Semifinali | Semifinali                    | Semifinali                    | Semifinali                | Semifinali                |   |   | Finale | Finale | Finale | Finale | Finale |  |
|  |             |                                  |                                  |             |             |  |  |                  |                                  |                         |                                  |                                  |    |    |            |                               |                               |                           |                           |   |   |        |        |        |        |        |  |
|  | 5           | L Harris L Margaroli             | L Harris L Margaroli             | 7           | 6           |  |  |                  |                                  |                         |                                  |                                  |    |    |            |                               |                               |                           |                           |   |   |        |        |        |        |        |  |
|  |             | I Sabanov M Sabanov              | I Sabanov M Sabanov              | 62          | 1           |  |  | 5                | L Harris L Margaroli             | L Harris L Margaroli    | L Harris L Margaroli             |                                  |    |    |            |                               |                               |                           |                           |   |   |        |        |        |        |        |  |
|  | WC          | J Schnaitter M Wallner           | 6                                | 5           | [10]        |  |  | WC               | J Schnaitter M Wallner           | J Schnaitter M Wallner  | J Schnaitter M Wallner           | w/o                              |    |    |            |                               |                               |                           |                           |   |   |        |        |        |        |        |  |
|  |             | M Bellucci S Travaglia           | 0                                | 7           | [5]         |  |  |                  |                                  |                         |                                  |                                  |    |    | WC         | J Schnaitter M Wallner        | J Schnaitter M Wallner        | 6                         | 7                         |   |   |        |        |        |        |        |  |
|  | 4           | S Martos Gornés D Vega Hernández | S Martos Gornés D Vega Hernández | 6           | 6           |  |  |                  |                                  | 4                       | S Martos Gornés D Vega Hernández | S Martos Gornés D Vega Hernández | 3  | 5  |            |                               |                               |                           |                           |   |   |        |        |        |        |        |  |
|  |             | A Begemann A Jecan               | A Begemann A Jecan               | 4           | 4           |  |  | 4                | S Martos Gornés D Vega Hernández | 2                       | 7                                | [10]                             |    |    |            |                               |                               |                           |                           |   |   |        |        |        |        |        |  |
|  |             | B Harris R Peniston              | 5                                | 6           | [10]        |  |  |                  | B Harris R Peniston              | 6                       | 65                               | [7]                              |    |    |            |                               |                               |                           |                           |   |   |        |        |        |        |        |  |
|  |             | M Veldheer K Wehnelt             | 7                                | 3           | [5]         |  |  |                  |                                  |                         |                                  |                                  |    |    | WC         | Jakob Schnaitter Mark Wallner | Jakob Schnaitter Mark Wallner | 4                         | 2                         |   |   |        |        |        |        |        |  |
|  |             | P Matuszewski S Walków           | 7                                | 65          | [10]        |  |  |                  |                                  |                         |                                  |                                  |    |    |            |                               | 3                             | Sander Arends Sem Verbeek | Sander Arends Sem Verbeek | 6 | 6 |        |        |        |        |        |  |
|  | Alt         | D Jordà Sanchis A Moro Cañas     | 63                               | 7           | [8]         |  |  |                  | P Matuszewski S Walków           | P Matuszewski S Walków  | 4                                | 3                                |    |    |            |                               |                               |                           |                           |   |   |        |        |        |        |        |  |
|  |             | J Choinski Z Kolář               | J Choinski Z Kolář               | 1           | 1           |  |  | 3                | S Arends S Verbeek               | S Arends S Verbeek      | 6                                | 6                                |    |    |            |                               |                               |                           |                           |   |   |        |        |        |        |        |  |
|  | 3           | S Arends S Verbeek               | S Arends S Verbeek               | 6           | 6           |  |  |                  |                                  |                         |                                  |                                  |    |    | 3          | S Arends S Verbeek            | S Arends S Verbeek            | 7                         | 7                         |   |   |        |        |        |        |        |  |
|  |             | C Harrison M Willis              | C Harrison M Willis              | 6           | 7           |  |  |                  |                                  |                         | C Harrison M Willis              | C Harrison M Willis              | 60 | 64 |            |                               |                               |                           |                           |   |   |        |        |        |        |        |  |
|  | WC          | M Kližan F Mischker              | M Kližan F Mischker              | 3           | 64          |  |  |                  | C Harrison M Willis              | C Harrison M Willis     | 6                                | 6                                |    |    |            |                               |                               |                           |                           |   |   |        |        |        |        |        |  |
|  |             | R Brancaccio F Passaro           | R Brancaccio F Passaro           | 3           | 4           |  |  | 2                | I Liutarevich V Manafov          | I Liutarevich V Manafov | 1                                | 4                                |    |    |            |                               |                               |                           |                           |   |   |        |        |        |        |        |  |
|  | 2           | I Liutarevich V Manafov          | I Liutarevich V Manafov          | 6           | 6           |  |  |                  |                                  |                         |                                  |                                  |    |    |            |                               |                               |                           |                           |   |   |        |        |        |        |        |  |